# Felice anno nuovo, Charlie Brown
Felice anno nuovo, Charlie Brown (Happy New Year, Charlie Brown!) è un cortometraggio televisivo d'animazione del 1986 diretto da Bill Melendez e Sam Jaimes. È il trentesimo speciale basato sui Peanuts di Charles M. Schulz. 
Il film è stato trasmesso negli Stati Uniti su CBS il 1º gennaio 1986.

## Trama
Mentre tutti i bambini sono felici di avere del tempo libero per le vacanze di Natale, Charlie Brown si dispera poiché la sua insegnante gli ha assegnato all'ultimo minuto una relazione sul libro Guerra e pace di Lev Tolstoj. Nel frattempo, trova il coraggio di spedire un invito per la festa di Capodanno a casa di Piperita Patty alla ragazzina dai capelli rossi di cui è innamorato. Durante la festa, cerca di finire il libro sulla veranda della casa, ma si addormenta e perde lo scoccare della mezzanotte. Al suo risveglio, rimane devastato quando Linus gli confessa di aver ballato al posto suo con la ragazzina dai capelli rossi, che alla fine si era presentata. Alla fine, Charlie Brown consegna la relazione del libro all'insegnante e ottiene una D meno. Nonostante il voto basso, Charlie Brown è orgoglioso di aver evitato un completo fallimento. Tuttavia, l'insegnante annuncia che l'intera classe sarà costretta a leggere Delitto e castigo di Fëdor Dostoevskij e di farne una relazione, sconvolgendolo ancora di più.

## Distribuzione

### Edizione italiana
Il film in Italia, è stato trasmesso da Junior TV come episodio della serie The Charlie Brown and Snoopy Show. Nel 2021 è stato distribuito da Apple TV+ con un nuovo doppiaggio.

### Doppiaggio
| Personaggio    | Doppiatore originale | Doppiatore italiano (anni 90) | Doppiatore italiano (2021) |
| -------------- | -------------------- | ----------------------------- | -------------------------- |
| Charlie Brown  | Chad Allen           | Martino Consoli               | Arturo Sorino              |
| Snoopy         | Bill Melendez        | Bill Melendez                 | Bill Melendez              |
| Woodstock      | Bill Melendez        | Bill Melendez                 | Bill Melendez              |
| Linus Van Pelt | Jeremy Miller        | Renata Bertolas               | Leonardo Cococcia          |
| Lucy Van Pelt  | Melissa Guzzi        | Renata Bertolas               | Sara Labidi                |
| Piperita Patty | Kristie Baker        | Francesca Vettori             | Ilaria Pellicone           |
| Sally Brown    | Elizabeth Lyn Fraser | Angiolina Gobbi               | Matilde Ferraro            |
| Schroeder      | Aron Mandelbaum      | Guido Bettali                 | Vittorio Thermes           |
| Marcie         | Jason Mendelson      |                               | Bianca Demofonti           |

### Edizioni home video
Il film è stato distribuito da Hobby & Work in VHS e DVD con il primo doppiaggio e con il titolo Buon anno, Charlie Brown.